# Takatsukasa Kanesuke
Takatsukasa Kanesuke (鷹司 兼輔) (1480 - 1552), fils de Takatsukasa Masahira, est un noble de cour japonais (kugyō) de la fin de l'époque de Muromachi. Il exerce la fonction de régent kampaku de 1514 à 1518. Son fils Takatsukasa Tadafuyu, lui succède comme chef de la famille Takatsukasa.

## Source de la traduction
- (en) Cet article est partiellement ou en totalité issu de l’article de Wikipédia en anglais intitulé « Takatsukasa Kanesuke » (voir la liste des auteurs).